# رطوبة سابقة
الرطوبة السابقة:
في مجال علم المياه وجمع مياه الصرف الصحي والتخلص منها، تكون الرطوبة الموجودة مسبقاً هي الرطوبة أو الجفاف النسبي لمستجمع المياه مستجمع مائي أو مياه الصرف الصحي. وتتغير ظروف الرطوبة السابقة بصورة مستمرة ويمكن أن يكون لها تأثير كبير على استجابات التدفق في هذه الأنظمة خلال الطقس الرطب، ويظهر هذا التأثير في معظم النظم المائية بما في ذلك جريان مياه الأمطار والصرف الصحي مع التدفق والترشيح. وتتضح العديد من تحديات وضع النماذج والتحليل التي تم إنشاؤها بواسطة ظروف الرطوبة التي وُجدت سابقاً في شبكات الصرف الصحي المدمجة وأنظمة الصرف الصحي المنفصلة.
تعريف:
إن كلمة سابقة تعني ببساطة، «الشروط السابقة». ومن خلال دمج مصطلحي «السوابق» و «الرطوبة» معاً، ينتج معنى «ظروف الرطوبة السابقة». وتعتبر الرطوبة السابقة الرطوبة أو الجفاف النسبيان لمستجمعات مياه الصرف الصحي، والذي يتغير باستمرار ويمكن أن يكون له تأثير كبير جدًا على استجابات التدفق في هذه الأنظمة خلال الطقس الرطب. وتكون ظروف الرطوبة السابقة مرتفعة عندما يكون هناك وفرة من الأمطار التي سقطت مؤخراً وبالتالي تكون الأرض رطبة. أما الحالة الأخرى، فتكون ظروف الرطوبة السابقة منخفضة عندما يكون هناك قلة في هطول الأمطار فتغدو الأرض جافة.
الأساس الهيدرولوجي:
وُضِحت علاقة هطول الأمطار جريان المياه السطحية بشكلٍ جيد في مجال علم المياه. وبشكل عام، يُفهم الجريان السطحي في الأنظمة الهيدرولوجية على أنه يحدث من مناطق سابقة وغير منفذة للمياه. والذي يتأثر بظروف الرطوبة السابقة هو الجريان السطحي السابق، كالجريان من سطح غير نفاذ للمياه كما هو الحال في الطرق والأرصفة والأسطح، فجميعها لن تتأثر بشكل كبير بمستويات الرطوبة السابقة، وتعتبر الأسطح السابقة كالحقول والغابات والمناطق العشبية والمناطق المفتوحة الأشد تضرراً بظروف الرطوبة السابقة؛ وبالتالي سينتج معدل جريان أكبر عندما تكون مبللة عما كانت عليه عندما تكون جافة.
ويتأثر التدفق والترشيح المعتمدان على هطول الأمطار (RDII) في أنظمة الصرف الصحي بشدة بظروف الرطوبة السابقة، وقد تكون هذه التأثيرات أكثر تعقيدًا من علاقات هطول الأمطار بالجريان السطحي للمياه السطحية. وتعد مسارات التنقل الخاصة بـ RDII التي تدخل إلى نظام الصرف الصحي أكثر تعقيدًا من جريان المياه السطحية؛ لأن آليات النقل تشمل كلاً من الجريان السطحي والنقل الجوفي مياه جوفية، مما يُضيف تعقيدات أخرى إلى التأثيرات الهيدرولوجية وتأثيرات الرطوبة السابقة، مثل مستويات تشبع التربة في باطن الأرض ومستويات المياه الجوفية والهيدروليكا الباطنية.
وتعد ظروف الرطوبة السابقة الأكثر تأثراً بمستويات هطول الأمطار السابقة، ومع ذلك فإن هطول الأمطار السابق ليس الظرف الوحيد الذي يؤثر على الرطوبة السابقة، ويمكن أن يكون للعديد من المتغيرات الأخرى في العملية الهيدرولية تأثير كبير؛ فعلى سبيل المثال تؤثر درجة حرارة الهواء وسرعة الرياح ومستويات الرطوبة رطوبة الهواء على معدلات التبخر تبخر، والتي بدورها يمكن أن تغير ظروف الرطوبة السابقة إلى حدٍ كبير. وقد تشمل التأثيرات الإضافية التبخر النتح نتح تبخري ووجود أو عدم وجود مظلة الأشجار وآثار ذوبان الثلج والجليد.
مناهج التحليل التقليدية:
تعتمد المناهج التقليدية لتحليل تأثيرات الرطوبة السابقة على نماذج قائمة على الطبيعة المستمدة من المبادئ الأولى المبدأ الأول، مثل مبادئ الطاقة وقوة الدفع والاستمرارية، والتي تعتمد على قياسات العديد من المعايير للمدخلات والمحاكاة. وتشمل برامج مثل نموذج حدائق الأمطار حدائق الأمطار أو الماوس RDII؛ أو برامج محاكاة هطول الأمطار والجريان السطحي. وغالبًا ما تتم معايرة هذه النماذج وفقًا لحالة رطوبة سابقة رُصدت خلال عاصفة ما. ويتطلب تعبئة البيانات من العواصف العديدة التي حدثت خلال ظروف الرطوبة المختلفة السابقة تعديل معايير النموذج وإعادة تقويمه.